# Oelrichs
Oelrichs é uma cidade localizada no estado norte-americano de Dakota do Sul, no Condado de Fall River.

## Demografia
Segundo o censo norte-americano de 2000, a sua população era de 145 habitantes.
Em 2006, foi estimada uma população de 143, um decréscimo de 2 (-1.4%).

## Geografia
De acordo com o United States Census Bureau tem uma área de
1,0 km², dos quais 1,0 km² cobertos por terra e 0,0 km² cobertos por água. Oelrichs localiza-se a aproximadamente 1023 m acima do nível do mar.

## Localidades na vizinhança
O diagrama seguinte representa as localidades num raio de 44 km ao redor de Oelrichs.